# Obština Kostinbrod
Obština Kostinbrod (bulharsky Община Костинброд) je bulharská jednotka územní samosprávy v Sofijské oblasti. Leží v západním Bulharsku, na jižních svazích Staré planiny a v Sofijské kotlině, jedné ze Zabalkánských kotlin. Správním střediskem je město Kostinbrod, kromě něj zahrnuje obština 13 vesnic. Žije zde přes 14 tisíc stálých obyvatel.

## Sídla
- Bezden[p 1]
- Bogjovci
- Bučin Prochod
- Caričina
- Čibaovci[p 1]
- Dragovištica[p 1]
- Drămša
- Drenovo
- Goljanovci[p 1]
- Gradec[p 1]
- Kostinbrod[p 2] (sídlo správy)
- Opicvet[p 1]
- Petărč[p 1]
- Ponor

## Sousední obštiny
| Růžice kompasu | Godeč    |                    | Svoge | Růžice kompasu |
| Růžice kompasu | Dragoman | Sever              |       | Růžice kompasu |
| Růžice kompasu | Dragoman | Obština Kostinbrod |       | Růžice kompasu |
| Růžice kompasu | Dragoman | Jih                |       | Růžice kompasu |
| Růžice kompasu | Slivnica | Božurište          | Sofie | Růžice kompasu |

## Obyvatelstvo
V obštině žije 14 129 stálých obyvatel a včetně přechodně hlášených obyvatel 15 904. Podle sčítáni 1. února 2011 bylo národnostní složení následující:
- Bulhaři: 16 156 (97.1 %)
- Romové: 402 (2.4 %)
- Turci: 22 (0.1 %)
- ostatní: 67 (0.4 %)